# Геза Кішш
Геза Кішш (угор. Géza Kiss, 22 жовтня 1882 — 23 серпня 1952) — угорський плавець.
Медаліст Олімпійських Ігор 1904 року.